# Chester Burleigh Watts
Pour les articles homonymes, voir Watts.
Chester Burleigh Watts, né le 27 octobre 1889 à Winchester, dans l'Indiana, et mort le 17 juillet 1971, est un astronome américain. 

## Biographie
Chester Burleigh Watts a fréquenté l'université de l'Indiana, où il a étudié l'astronomie. En 1911, il rejoint l'Observatoire naval des États-Unis, mais retourne en Indiana pour terminer son BA et obtient son diplôme en 1914. Il rejoint ensuite l'Observatoire naval et commence à travailler dans la Division du cercle de transit de 6 pouces. 
À l'exception d'un passage à la Division du service du temps entre 1915 et 1919, il demeurera au service du cercle de transit pour le reste de sa carrière. En 1934, il devint directeur de la Division du cercle de transit de 6 pouces et dirigera la division pendant les vingt-cinq années suivantes. Ses observations ont été publiées dans les volumes des publications de l'Observatoire. 
Au cours des années 1940, il a commencé la tâche laborieuse de cartographier les caractéristiques marginales de la Lune, c'est-à-dire les caractéristiques qui produiraient un effet de contour le long du limbe en raison de la libration. Cette étude fut basée sur environ 700 photographies du limbe lunaire prises entre 1927 et 1956. Les résultats ont été publiés dans le volume 17 des Astronomical Papers of the American Ephemeris. 
Il a pris sa retraite en 1959, mais il a continué à travailler pendant plusieurs années par la suite. À sa mort, il a laissé son épouse Ada, un fils Chester B. ainsi que (au moins) trois petits-enfants. 
Il a reçu un doctorat honorifique en sciences de l'Université de l'Indiana en 1953. En 1955, il a reçu la médaille James-Craig-Watson de l'Académie nationale des sciences pour ses contributions à l'astronomie. L'astéroïde (1798) Watts porte son nom, tout comme le cratère Watts sur la Lune.